# Małopolskie Towarzystwo Ornitologiczne
Małopolskie Towarzystwo Ornitologiczne (MTO) – regionalna organizacja pozarządowa zajmująca się obserwacją, badaniami i ochroną ptaków i ich siedlisk, jak i popularyzacją ornitologii i ekologii.
Towarzystwo powstało w grudniu 1982 roku, początkowo jako Klub Ornitologów Małopolski. W 1992 roku stowarzyszenie formalnie zarejestrowano pod obecną nazwą. Obszar działań MTO obejmuje Wyżynę Małopolską, Podkarpacie i Karpaty.